# Alejandro Cercas Alonso
Alejandro Cercas Alonso (Ibahernando, 25 de maig de 1949) és un advocat i polític extremeny, cosí de l'escriptor Javier Cercas Mena. Llicenciat en Dret el 1974, va iniciar la seva tasca professional com a assessor jurídic fins que el 1977 va esdevenir funcionari tècnic a l'Administració General de l'Estat.
Militant de les Joventuts Socialistes en la clandestinitat durant els estudis universitaris, en va ser secretari general de 1974 a 1977. En esdevenir major d'edat es va afiliar al Partit Socialista Obrer Espanyol, i en va ser membre de la Comissió Executiva a l'àrea de Participació Ciutadana de 1984 a 1996.
Fou diputat al Congrés per Madrid a les eleccions generals espanyoles de 1982 i 1986 i per la província de Càceres a les eleccions generals espanyoles de 1989, 1993 i 1996. El 1999 va presentar la seva renúncia a l'escó per concórrer a les eleccions al Parlament Europeu, i va ser escollit. Ha estat reelegit a les eleccions de 2004 i 2009, integrat en el grup del Partit Socialista Europeu. El 2008 va ser l'autor del "informe Cercas", una sèrie d'esmenes que van rebutjar al Parlament Europeu la polèmica "directiva de les 65 hores" promoguda pel Consell Europeu per modificar la Directiva de Temps de Treball.